# 10794 Венє
10794 Венє (10794 Vänge) — астероїд головного поясу, відкритий 29 лютого 1992 року.
Тіссеранів параметр щодо Юпітера — 3,156.